# Тарасівська сільська рада (Великописарівський район)
Тара́сівська сільська́ ра́да — колишній орган місцевого самоврядування в Великописарівському районі Сумської області. Адміністративний центр — село Тарасівка.

## Загальні відомості
- Населення ради: 909 осіб (станом на 2001 рік)

## Географія
Тарасівська сільська рада розташовата у північно-західній частині району і межує з Тростянецьким районом Сумської області.

## Населені пункти
Сільській раді підпорядковані населені пункти:
- с. Тарасівка

## Склад ради
Рада складається з 14 депутатів та голови.
- Голова ради: Панов Олександр Миколайович
- Секретар ради: Ганцева Людмила Олексіївна

### Керівний склад попередніх скликань
| Прізвище, ім'я, по батькові | Основні відомості                                                                       | Дата обрання | Дата звільнення |
| --------------------------- | --------------------------------------------------------------------------------------- | ------------ | --------------- |
| Панов Олександр Миколайович | Сільський голова, 1966 року народження, освіта вища, член Соціалістичної партії України | 26.03.2006   | 31.10.2010      |
| Панов Олександр Миколайович | Сільський голова, 1966 року народження, освіта вища, безпартійний                       | 31.10.2010   |                 |

Примітка: таблиця складена за даними сайту Верховної Ради України